# Anina Haghani
Anina Isabel Haghani (ehemals Anina Abt-Stein, Anina Abt-Siebold; * 24. November 1988 in Frankfurt am Main) ist eine deutsche Schauspielerin.

## Leben und Karriere
1996 spielte Abt-Stein in der Fernsehserie Rosamunde Pilcher mit, 1998 im Film Babyhandel Berlin – Jenseits aller Skrupel. Von 2000 bis 2003 spielte sie die Hauptrolle der Louisa Ellwang in der Kinder- und Jugendserie Schloss Einstein. 2001 war sie im Film Zwilling zu sehen. Außerdem wirkte sie in den Fernsehproduktionen Titus und der Fluch der Diamanten und Ich bin kein Mann für eine Frau mit. In den letzten beiden genannten TV-Produktionen wirkte sie unter dem Namen Anina Abt-Siebold mit.
Im August 2018 spielte sie eine kurze Nebenrolle über 7 Episoden als Vivian Wiesner in der ARD-Telenovela Sturm der Liebe.

## Filmografie
- 1996: Rosamunde Pilcher (Filmreihe, 1 Folge)
- 1998: Titus und der Fluch der Diamanten (Fernsehfilm)
- 1998: Babyhandel Berlin – Jenseits aller Skrupel (Assignment Berlin)
- 1999: Ich bin kein Mann für eine Frau (Fernsehfilm)
- 2000–2003: Schloss Einstein (Fernsehserie, 78 Folgen)
- 2001: Zwilling (Kurzfilm)
- 2015: Wer Wind sät – Ein Taunuskrimi (Fernsehfilm)
- 2015: Böser Wolf – Ein Taunuskrimi (Fernsehfilm)
- 2016: Nirgendwo
- 2018: Sturm der Liebe (Fernsehserie, 4 Folgen)
- 2019: Flucht durchs Höllental (Fernsehfilm)
- 2019: Intrigo: In Liebe, Agnes
- 2019: Marie fängt Feuer (Filmreihe, 1 Folge)